# お江戸忍法帖
『お江戸忍法帖』（おえどにんぽうちょう）はたがみよしひさによる日本のギャグ忍者漫画作品。

## 概要
『コミックトム』（潮出版社）1995年5月号から連載を始め、1998年に同誌が『コミットトムプラス』と改題した後も1999年9月号まで全32話が連載された。コミックスは希望コミックス（潮出版社）から全5巻。後にぶんか社コミックス（ぶんか社）から再版されている。
話数表記は「忍の○○」。○○はアラビア数字ではなく、ひらがな表記（例「忍のいち」「忍のさんじゅういち」）。最終話は「忍のおしまい」（32話）。
江戸の町を舞台にした漫画であるが、江戸の町並みの資料が見つからなかったときは、テレビの時代劇を参考にしたと、たがみはインタビューで答えている。

## あらすじ
天下泰平の世となり、甲賀、伊賀、根来といったお抱え忍者以外は暇だった。江戸の合妹屋（あいまいや）を拠点とする日雇忍群おたすけ組。名前に反して「道に迷う」「人間違いをする」「仕事を放り投げる」など、へっぽこ忍者の集まりで、ことを納めようとしては碌でもない結果になる。

## 主な登場人物
火種の小助（ひだねのこすけ）
日雇忍群おたすけ組の1人。流派不明。「爆裂丸」という火薬を使用した忍術を使うがほぼ、これしか使えない。小さな忍びの里の跡取り候補だったが、跡取りとしての条件「爆裂丸の修得」を双子の兄弟である「火の粉の大助（月代を剃っている）」が先に修得したため里を出ていた。9話では山津波で散り散りになった里を復興させるために押し込み強盗をした大助が小助に罪を擦り付けようとする事件があったが、その後も大助は江戸にいるらしい。
小助という名前と火薬を使うという特徴は、『快傑ライオン丸』に登場する小助と一致する。
かんざしお水（かんざしおみず）
日雇忍群おたすけ組の1人。流派不明。女性。随意に体内の水分を放出することができる。
牽制目的で投じた（つまり、「当てる気がない」）手裏剣を避けることも出来ないなど、忍者を名乗るのが詐欺に匹敵する存在だが、くの一の術は使える。後に南蛮妖術を身に付け、いろいろと変身できるようになる。
お花見 風丸（おはなみ かぜまる）
日雇忍群おたすけ組の1人。風魔の出を自称する。風と花吹雪を利用した術をつかう。
合妹屋三太夫（あいまいやさんだゆう）
口入れ屋兼よろず相談屋「合妹屋」を営む老人。
元は孤立山野党で「幻の三太夫」を名乗る忍者。光の燦念堂が党首になってからの組織の方針変更に反発して抜けた。服部半蔵に救われ、公儀隠密の下請けとして合妹屋を任されている。実はお互いの意思を交わすことが出来る三つ子の兄弟。交代で合妹屋に常駐している一人以外の二人が別行動で色々やっている。
機関屋金吾郎（からくりやきんごろう）
合妹屋で、いろいろな「からくり」を開発している。拵えたものは性能はともかく「重たい」という欠点があるほか、仕掛けの位置や部品の付け忘れなど根本的な部分でミスも多い。
おどりの夢丸（おどりのゆめまる）
越後の般若党の党首を暗殺し組織乗っ取り、騒乱を企てるが3人に阻止される。以後、遺恨を晴らすためにたびたび復讐を企てるが、ことごとく失敗。そしていつの間にか、おたすけ組の一員扱いになる。
かげのお静（かげのおしず）
不知居一族の「影」（間諜）として「お亀」を名乗って合妹屋に身を寄せていたが、任務完了に伴って不知居に帰参しようとしたところ、顔の割れた間諜は処刑されるか、よくて下忍あつかい（V字レオタード状のコスチューム着用） という夢丸の説得で、おたすけ組の一員となる。
捌足半蔵（はったりはんぞう）
公儀隠密。服部半蔵の影武者でもある。合妹屋へ依頼を持ってくる。

## 主な敵対組織
朧谷三人衆
将軍暗殺を目論む。蜘蛛の半兵衛、水斬り竜馬、能面紫紺の3人。
般若党（はんにゃとう）
畳谷七人衆（たたみだにしちにんしゅう）
畳谷という特殊な地域で育ち、特殊な体質を身に付けている。
卑屈甚内（ひくつじんない）、刀閂坊（とうせんぼう）、粗朧十貫（そぼろじっかん）、垢童子（あかどうじ）、 病姫（やみひめ）、糞蝙蝠（くそこうもり）、無胴（むどう）の7人。
『仮面の忍者 赤影』に登場する霞谷（かすみだに）七人衆が元ネタであり、それぞれ傀儡甚内、鬼念坊、朧一貫、悪童子、闇姫、黒蝙蝠、夢童一ツ目にちなんでいる。
万華教（まんげきょう）
世界征服を目論む新興宗教。畳谷七人衆を影から操っていた。
万華幼妖斎（まんげようようさい）、万華幻妖斎（まんげげんようさい）という双子が首領。
元ネタは『赤影』に登場する甲賀幻妖斎率いる「金目教」。
不知居一族（しらないいちぞく）
世界征服を目論む組織。不知居太郎が筆頭。お七を除いて半一郎から半九郎の名で呼ばれる中忍がいて、それぞれが専用の巨大な機械人形を操る。
下忍のコスチュームはV字レオタード状のもので、肌の露出も高く、かなり恥ずかしい。このため不知居一族は全身コスチュームを着られる中忍に上がるために必死になっている。
元ネタは『アイアンキング』に登場する「不知火一族」。
血達磨党（ちだるまとう）/ 真血達磨党（しんちだるまとう）
世界征服を目論む組織。南蛮医術によって、動物や昆虫の能力を身に付けた換身忍者。
真血達磨党は、軍師だった砕骨丸（さいこつまる）が首領の鬼人斎（きじんさい）を抹殺し立ち上げた組織。
「換身図巻」の上下巻を入手した砕骨丸が造り上げた究極換身肉魂（ひとだま）は光の燦念堂をも倒し、最後の敵としておたすけ組と対立する。
元ネタは『変身忍者 嵐』の血車魔神斎を首領に、上忍に骸骨丸を擁する「血車党」で、嵐に変身するハヤテの父で人間変身の法を編み出した谷の鬼十は「沢の奇十」として、ハヤテは「颪」として登場する。
孤立山野党（こりつさんやとう）
特殊能力を持つ忍者集団。砕骨丸に討たれ、首だけになった鬼人斎と結託する。光の燦念堂（ひかりのさんねんどう）がリーダー。
元ネタは『アイアンキング』の「独立幻野党」。

## 書誌情報
希望コミックス（潮出版社）
1. 1998年1月22日 ISBN 4-267-90313-1
2. 1998年3月23日 ISBN 4-267-90314-X
3. 1998年10月22日 ISBN 4-267-90320-4
4. 1999年3月25日 ISBN 4-267-90330-1
5. 1999年9月25日 ISBN 4-267-90345-X